# 亞歷山大·斯捷潘諾維奇·安東諾夫
亚历山大·斯捷潘诺维奇·安东诺夫（俄語：Алекса́ндр Степа́нович Анто́нов，1889年7月26日—1922年6月24日）是一位左翼社会革命党成员，以领导了俄国内战时期的坦波夫叛乱而知名。

## 生平
安东诺夫出生于莫斯科，在坦波夫省的小城基尔萨诺夫长大。曾经因宣传革命而被退学。在他16岁那年，1904年，他加入了社会革命党。在革命活动期间，他曾因劫掠一辆邮政铁路货车而被捕。他被关押于什利谢利堡的卡托加，后被转移至弗拉基米尔的弗拉基米尔中央监狱。因俄国临时政府的大赦而出狱后，安东诺夫乘火车回到了基尔萨诺夫，继续从事革命活动。之后，他被选任为警察，并在1918年革命之后担任苏维埃坦波夫的首任警察局长。
安东诺夫认为布尔什维克给社会造成了很大混乱，因此他退出了社会革命党。他组织了坦波夫起义反抗苏维埃政权，并成为起义的领袖之一。1922年6月24日，他在鲍里索格列布斯克县下西布利亚村（Нижний Шибряй）附近与契卡交火时被杀，同时被杀的还有他的兄弟，迪米特里。他逝世五日后被葬在了坦波夫的喀山圣母修道院墙边。